# Koppe kinabalensis
Espèce
Koppe kinabalensis est une espèce d'araignées aranéomorphes de la famille des Liocranidae.

## Distribution
Cette espèce est endémique du Sabah en Malaisie. Elle se rencontre vers 1 550 m d'altitude dans le parc national du Kinabalu.

## Description
Le mâle holotype mesure 3,00 mm et la femelle paratype 3,70 mm.

## Étymologie
Son nom d'espèce, composé de kinabal[u] et du suffixe latin -ensis, « qui vit dans, qui habite », lui a été donné en référence au lieu de sa découverte, le mont Kinabalu.

## Publication originale
- Deeleman-Reinhold, 2001 : Forest spiders of South East Asia: with a revision of the sac and ground spiders (Araneae: Clubionidae, Corinnidae, Liocranidae, Gnaphosidae, Prodidomidae and Trochanterriidae. Brill, Leiden, p. 1-591.